# Nervo oftálmico
O nervo oftálmico (V¹) é a menor das divisões do nervo trigêmeo.

## Anatomia
O nervo oftálmico penetra no gânglio trigeminal por sua extremidade superior, emergindo da órbita para alcançar o crânio pela fissura orbital superior. É formado por três ramos, todos sensitivos, denominados nervos nasociliar, nervo frontal e nervo lacrimal, dispostos, respectivamente, nas posições medial, intermediária e lateral no interior da órbita.
Enquanto o nervo frontal transmite impulsos de uma extensa área cutânea da fronte e porção antero-superior do couro cabeludo, os nervos nasociliares são importantes na inervação no conteúdo da órbita e parte da cavidade nasal. O nervo recebe o ramo comunicante do nervo zigomático oriundo do nervo maxilar e que possui fibras secretoras parassimpáticas para a glândula lacrimal. Assim como os demais ramos do trigêmeo, o nervo oftálmico possui um ramo meníngico, responsável pela sensibilidade da dura-máter encefálica.
Da fossa cranial medial, ele entra a fissura orbital superior e divide-se:
- nervo frontal, que entra superior e medialmente na órbita, a porção superior é para o músculo levantador da pálpebra superior, e divide-se em:
  - nervo supraorbitário (ramo lateral);
  - nervo supratroclear (ramo medial);
- nervo lacrimal, que entra na face lateral da órbita e recebe fibras secretomotoras do nervo facial próximo à glândula lacrimal;
- nervo nasociliar, que entra lateralmente ao nervo óptico, e após cruza medialmente, desprendendo:
  - nervos longos ciliares,
  - nervo etmoidal posterior,
  - nervo etmoidal anterior.

Não possui inervação muscular, secretomotora ou sensorial especial. Possui inervação sensorial nas seguintes áreas:
- córnea e globo ocular (via nervos longo ciliares e nervo lacrimal),
- septo nasal (via nervos etmoidais anterior e posterior),
- pálpebras, tecido conjuntivo e fáscia da glândula lacrimal (via nervo lacrimal).